# Samuel Buchowiecki
Samuel Buchowiecki heru Drogosław – strażnik wiłkomierski w 1697 roku.
Był elektorem Augusta II Mocnego z województwa brzeskolitewskiego w 1697 roku.